# International Holocaust Remembrance Alliance

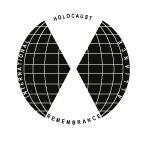
IHRA-Logo ab 2013, entworfen von Daniel Libeskind

Die International Holocaust Remembrance Alliance (IHRA, deutsch Internationale Allianz zum Holocaustgedenken) wurde 1998 in Stockholm mit dem Ziel gegründet, die Aufklärung, Erforschung und Erinnerung des Holocaust weltweit zu fördern. Bis Januar 2013 hieß sie Task Force for International Cooperation on Holocaust Education, Remembrance and Research (englisch abgekürzt ITF).
Sie ist die einzige zwischenstaatliche Organisation, die sich ausschließlich diesem Zweck widmet. Sie hat derzeit (2023) 39 Mitgliedstaaten, einen Partnerstaat und acht Beobachterstaaten. Basis und Arbeitsauftrag der IHRA und ihrer Mitglieder ist die „Stockholmer Erklärung“ aus dem Jahr 2000.

## Entstehung
Schwedens früherer Ministerpräsident Göran Persson hatte das KZ Neuengamme bei Hamburg besucht und über dort ermordete jüdische Kinder gelesen. Doch nach einer Meinungsumfrage um 1998 verbreiteten sich unter schwedischen Oberschülern Zweifel an der Tatsache des Holocaust und an demokratischen Werten. Daraufhin ließ Persson den Schulunterricht zum Thema Holocaust in Schweden untersuchen. Der führende Holocausthistoriker Yehuda Bauer und Gedenkstätten in Israel berieten die schwedische Regierung. Diese gründete die Organisation Levande Historia („Lebendige Geschichte“) für Holocaustunterricht im schwedischen Schulsystem. Stéphane Bruchfeld und Paul A. Levine verfassten ein 80 Seiten starkes Handbuch zur Holocaustgeschichte. Dieses wurde auch von Dänemark, fünf deutschen Bundesländern, Estland, Frankreich, Lettland und Norwegen übernommen. Daraus entstand die Idee, eine internationale Organisation für den Holocaustunterricht zu schaffen. Auf Anfragen Perssons unterstützten US-Präsident Bill Clinton und Großbritanniens Premierminister Tony Blair das Vorhaben. Der schwedische Minister Ulf Hjertonsson übernahm die Organisation. Yehuda Bauer als akademischer Berater schlug sofort vor, Deutschland, Israel und Polen einzuladen, da das Vorhaben ohne diese Staaten undenkbar wäre. Im Mai 1998 fand das Gründungstreffen in Stockholm statt, an dem Deutschland und Israel teilnahmen. Polen, Frankreich und Italien traten der ITF bis 1999 bei. Um die Erziehungsziele zum Holocaustthema international verbindlich zu formulieren, lud Persson interessierte Regierungen für Januar 2000 nach Stockholm ein. Yehuda Bauer leitete das Vorbereitungskomitee des Treffens, der Holocaustüberlebende Elie Wiesel übernahm den Ehrenvorsitz. Eine gemeinsame Erklärung wurde entworfen und den Teilnehmern vorab zugesandt. An der Konferenz vom 27. bis 29. Januar 2000 in Stockholm nahmen 46 Staatsregierungen teil. Sie berieten den Text und nahmen ihn nach minimalen Änderungen einstimmig an.

## Stockholmer Erklärung
Die „Erklärung des Stockholmer Internationalen Forums zum Holocaust“, kurz „Stockholmer Erklärung“, formuliert den Arbeitsauftrag der IHRA und die Selbstverpflichtung der beteiligten Staaten in acht Punkten. Der Holocaust (die Shoa) habe die Zivilisation in ihren Grundfesten erschüttert. Er werde in seiner Beispiellosigkeit für alle Zeit von universaler Bedeutung sein. Noch könnten Überlebende Zeugnis ablegen über die Schrecken, die die jüdischen Mitmenschen durchleiden mussten. Das schreckliche Leid der Millionen weiterer Opfer der Nazis habe ganz Europa mit einer unauslöschlichen Narbe gezeichnet. Daraus wurden folgende staatliche Pflichten abgeleitet:
- das Ausmaß des von den Nazis geplanten und ausgeführten Holocaust dauerhaft im kollektiven Gedächtnis zu verankern, ebenso die selbstlosen Opfer derer, die den Nazis widerstanden,
- die schreckliche Wahrheit des Holocaust gegen jene zu vertreten, die sie leugnen,
- die Übel Völkermord, ethnische Säuberung, Rassismus, Antisemitismus und Ausländerfeindlichkeit weltweit zu bekämpfen,
- zu gewährleisten, dass kommende Generationen die Ursachen des Holocaust verstehen und über seine Folgen nachdenken,
- Erziehung, Gedenken und Forschung zum Thema Holocaust zu stärken,
- das Studium des Holocaust umfassend und in allen Bildungseinrichtungen zu fördern,
- der Holocaustopfer und der Widerstandskämpfer in angemessenen Formen zu gedenken und dazu einen jährlichen Holocaustgedenktag einzurichten,
- die noch verdunkelten Schatten des Holocaust aufzuklären, etwa mit der Öffnung von Archiven und Bereitstellung von Dokumenten für Forscher,
- an die Ermordeten zu erinnern und die Überlebenden zu respektieren,
- das Streben der Menschheit nach gegenseitigem Verstehen und Gerechtigkeit zu bekräftigen.[2]

In den Folgejahren wurde die Erklärung in einigen Punkten präzisiert. So verpflichteten sich die Teilnehmerstaaten, ihr eigenes früheres Handeln oder Nichthandeln während des Holocaust zu erforschen und darüber Jahresberichte vorzulegen. Ohne Bereitschaft zu dieser Selbstkritik kann kein Staat Mitglied der IHRA werden.

## Mitglieder, Partner, Beobachter
Aktuell (2021) hat die IHRA 34 Mitgliedsstaaten:
- Argentinien
- Australien
- Belgien
- Bulgarien
- Dänemark
- Deutschland
- Estland
- Finnland
- Frankreich
- Griechenland
- Irland
- Israel
- Italien
- Kanada
- Kroatien
- Lettland
- Litauen
- Luxemburg
- Niederlande
- Norwegen
- Österreich
- Polen
- Portugal
- Rumänien
- Schweden
- Schweiz
- Serbien
- Slowenien
- Slowakei
- Spanien
- Tschechien
- Ungarn
- Vereinigte Staaten
- Vereinigtes Königreich.

Partnerstaat ist Nordmazedonien.
Beobachterstatus haben acht Staaten:
- Albanien
- Bosnien und Herzegowina
- El Salvador
- Moldau
- Monaco
- Türkei
- Uruguay
- Zypern.[3]

Das Europäische Parlament forderte die Europäische Kommission am 1. Juni 2017 in einem weitreichenden Beschluss gegen Antisemitismus auf, bei der IHRA einen Beobachterstatus zu beantragen. Dem folgte die EU-Kommission. Aktuell (2021) haben folgende internationale Organisationen Beobachterstatus bei der IHRA:
- Agentur der Europäischen Union für Grundrechte,
- Europäische Union,
- Europarat,
- Organisation für Sicherheit und Zusammenarbeit in Europa (OSZE),
- UNO,
- UNESCO,
- Internationaler Suchdienst Arolsen,
- Jewish Claims Conference.[5]

## Organisation
Die IHRA arbeitet seit ihrer Gründung nach dem Konsensprinzip und versucht, Differenzen nicht durch Abstimmungen, sondern offene Plenardiskussionen und Kompromisse zu überwinden. Vier Arbeitsgruppen von international anerkannten Experten leisten die Detailarbeit. Jeder Teilnehmerstaat muss 30.000 Euro pro Jahr für diese Arbeit in einen IHRA-Fonds einzahlen. Die schwedische Regierung führt ein IHRA-Büro in Stockholm mit einem hochqualifizierten Exekutivsekretär. Die deutsche Bundesregierung betreut ein weiteres Sekretariat in Berlin und deckt einen Teil der IHRA-Ausgaben ab. Körperschaften und Institutionen inner- und außerhalb der IHRA können Projekte vorschlagen, die die Arbeitsgruppen dann prüfen und gegebenenfalls genehmigen. Bis zu 50 % jedes nominierten Projekts finanziert die IHRA. Der Vorsitz rotiert jährlich von Regierung zu Regierung. Jedes Jahr finden zwei Plenartreffen von Regierungsvertretern, Diplomaten und Experten statt, die jeweils einen Monat lang von einem Spezialkomitee vorbereitet werden. Zum Akademischen Beraterkomitee (AAC) gehören die Vorsitzenden der Arbeitsgruppen, die ebenfalls jährlich rotieren, sowie der IHRA-Vorsitzende und IHRA-Sekretär. Sie diskutieren die inhaltliche Arbeit der Organisation und beteiligen sich am Vorbereitungskomitee der Plenarsitzungen. So wurde eine Balance von Experten und Diplomaten angestrebt und Konsens in vielen Bereichen gewährleistet. 2005 gab Yehuda Bauer sein Amt an Dina Porat (Stephen Roth Institute for the Study of Contemporary Antisemitism and Racism an der Tel Aviv University) ab und übernahm den Ehrenvorsitz.

## Vorsitz
2009 hatte Norwegen turnusgemäß den ITF-Vorsitz inne. Zugleich feierte Norwegen damals ein Gedenkjahr für den Schriftsteller Knut Hamsun, der in der NS-Zeit mit den Nazis sympathisiert hatte. Dies rief Konflikte hervor. Der norwegische ITF-Vorsitzende betonte, das Gedenkjahr beeinflusse seine Arbeit in keiner Weise.
Nach Italien (2018) und Luxemburg (2019) übernahm Deutschland ab März 2020 den IHRA-Vorsitz. Michaela Küchler wurde Sonderbeauftragte im Auswärtigen Amt für Beziehungen zu jüdischen Organisationen, Holocausterinnerung, Antisemitismusfragen und internationale Angelegenheiten der Sinti und Roma. Sie erklärte, Deutschland wolle vor allem Fortschritte bei der Bekämpfung der Leugnung und Relativierung des Holocaust erzielen. Dazu plane man eine Global Task Force. Die deutsche Bundesregierung erließ am 3. Februar 2021 eine Rechtsverordnung zur Anerkennung der IHRA als internationale Institution im Sinne des Gaststaatgesetzes. Die Verordnung sollte nach Zustimmung des Bundesrats im März 2021 in Kraft treten.

## Aufgaben
Im Jahr 2005 beschloss die Generalversammlung der Vereinten Nationen den Internationalen Holocaustgedenktag am 27. Januar jeden Jahres und verstärkte Aufklärung über den Holocaust. Darum wurde die UNO ständiger Beobachter der IHRA, und viele UN-Gremien arbeiten seitdem mit ihr zusammen. Die IHRA gründete ein Komitee, um die UN-Resolution zum Holocaustgedenktag in ihren Mitgliedsstaaten umzusetzen. Auch ihre Zusammenarbeit mit Nichtmitgliedsstaaten wurde gestärkt, vor allem im Bereich der Massenmordprävention. Damit wuchs der Aufgabenbereich der IHRA weit über das Gedenken der Shoa hinaus. Folglich entwickelte sie Kriterien, um nur demokratische Regierungen aufzunehmen, die bestimmte Voraussetzungen erfüllen. Die Arbeit der IHRA bewirkte, dass große Holocaustgedenkstätten ihrerseits eng zusammenarbeiten, so Yad Vashem in Israel, das Holocaust Memorial Museum in Washington, D.C., die Gedenkstätte im KZ Auschwitz, das Anne-Frank-Haus in Amsterdam, die Gedenkstätte im KZ Theresienstadt (Pamatnik Terezin), das Mémorial de la Shoah in Paris und weitere. Bis 2010 wurden 369 Projekte vorgeschlagen und 221 davon gefördert. Hauptfokus lag auf Fortbildung von Lehrern, Bildung für Jugendliche, Gedenken und Forschung.
Gemäß der Stockholmer Erklärung umfasst die Arbeit der IHRA die Kernbereiche Bildung, Gedenken und Forschung. Sie fördert externe Projekte, führt aber auch eigene Projekte durch. Ziel ist es, die politische Gestaltung Holocaust-relevanter Themen zu beeinflussen und die Erforschung bisher wenig beleuchteter Aspekte des Holocausts voranzutreiben. Im Jahr 2007 wurde das Tätigkeitsfeld um die Erinnerung an den Völkermord an den Sinti und Roma (Porajmos), Völkermordprävention und den Kampf gegen Antisemitismus erweitert.
In der Diskussion rund um das Stollensystem der Deutschen Erd- und Steinwerke im österreichischen KZ Gusen positionierte sich die IHRA für die Erhaltung.

## Bekämpfung des Antisemitismus

### Arbeitsdefinition
Die Stockholmer Erklärung verpflichtet die IHRA-Mitglieder auch dazu, gegenwärtigen Antisemitismus zu bekämpfen. Am 26. Mai 2016 in Bukarest nahm das jährliche IHRA-Plenum deshalb folgende „Arbeitsdefinition Antisemitismus“ an:

„Antisemitismus ist eine bestimmte Wahrnehmung von Jüdinnen und Juden, die sich als Hass gegenüber Jüdinnen und Juden ausdrücken kann. Der Antisemitismus richtet sich in Wort oder Tat gegen jüdische oder nichtjüdische Einzelpersonen und/oder deren Eigentum sowie gegen jüdische Gemeindeinstitutionen oder religiöse Einrichtungen.“

Es folgen Beispiele zur Veranschaulichung:

„Erscheinungsformen von Antisemitismus können sich auch gegen den Staat Israel, der dabei als jüdisches Kollektiv verstanden wird, richten. Allerdings kann Kritik an Israel, die mit der an anderen Ländern vergleichbar ist, nicht als antisemitisch betrachtet werden. Antisemitismus umfasst oft die Anschuldigung, die Juden betrieben eine gegen die Menschheit gerichtete Verschwörung und seien dafür verantwortlich, dass „die Dinge nicht richtig laufen“.“

Dafür nennt der Text dann elf konkrete Beispiele. Sieben davon beziehen sich auf den Staat Israel. Betont wird, dass die Definition nicht rechtsverbindlich sei, sondern antisemitische Straftaten nach den jeweils gültigen Staatsgesetzen verfolgt werden sollen.
Am 28. Januar 2005, nach zweijähriger Vorarbeit hochrangiger Fachwissenschaftler, hatte schon die Europäische Stelle zur Beobachtung von Rassismus und Fremdenfeindlichkeit (englisch abgekürzt EUMC) diese Arbeitsdefinition beschlossen. Die sieben auf Israel bezogenen Beispiele lauten in der Vorlage:
- die Anschuldigung, die Juden oder Israel hätten den Holocaust erfunden oder übertrieben,
- die Anschuldigung, die Juden stünden loyaler zu Israel als zu den Staaten, deren Bürger sie sind,
- das „Abstreiten des Rechts auf jüdische Selbstbestimmung“, etwa durch die Darstellung Israels als rassistisches Projekt,
- die „Anwendung doppelter Standards, indem man von Israel ein Verhalten fordert, das von keinem anderen demokratischen Staat erwartet oder gefordert wird“,
- das „Verwenden von Symbolen und Bildern, die mit traditionellem Antisemitismus in Verbindung stehen“, für Israel (etwa der Vorwurf des Christusmordes oder die Ritualmordlegende),
- „Vergleiche der aktuellen israelischen Politik mit der Politik der Nationalsozialisten“,
- das „Bestreben, alle Juden kollektiv für Handlungen des Staates Israel verantwortlich zu machen“.[13]

Die Arbeitsdefinition will handhabbare Kriterien zur praktischen „Erkennung, Identifizierung, Dokumentation, Bekämpfung und strafrechtlichen Verfolgung von Antisemitismus“ anbieten, etwa für den Berufsalltag von Lehrern, Polizisten und Richtern. Folglich befasst sie sich besonders mit dem israelbezogenen Antisemitismus. Er wuchs seit dem Sechstagekrieg von 1967 und nochmals seit dem Scheitern des Oslo-Prozesses und den Terroranschlägen am 11. September 2001 erheblich an und gilt seit Jahren in der Forschung als aktuell dominante Variante des vielgestaltigen Antisemitismus.
Im Jahr 2016 beschlossen Vertreter von 31 Staaten die Arbeitsdefinition. Im Januar 2021 veröffentlichten die IHRA und die Europäische Kommission ein Handbuch zur praktischen Anwendung der Arbeitsdefinition. Es führt Beispiele aus der EU und Großbritannien zur versteckten und zur offensichtlichen Judenfeindlichkeit im Alltag auf.

### Verbreitung
Die EUMC-Definition war von vielen staatlichen und nichtstaatlichen Institutionen angenommen, aber 2013 von der Webseite der EUMC entfernt worden, als diese sich zur Agentur der Europäischen Union für Grundrechte (englisch Fundamental Rights Agency, abgekürzt FRA) umbenannte. Die IHRA übernahm den Gesamttext der EUMC mit nur minimalen Änderungen im Konsens und machte ihn damit zur Basis für die Antisemitismusbekämpfung ihrer Mitglieder und Partner. 2016 gehörten 31 Staaten zur IHRA, davon 24 EU-Staaten. Bei der OSZE-Konferenz im Dezember 2016 stimmten 56 von 57 OSZE-Staaten (alle außer Russland) für die Annahme der IHRA-Definition. Das Europäische Parlament forderte alle EU-Staaten im Juni 2017 dazu auf, die IHRA-Definition anzunehmen. Bis November 2019 folgten 14 EU-Staaten der Aufforderung. Bis 2023 übernahmen insgesamt 39 Staaten sowie viele Regierungsorganisationen und Nichtregierungsorganisationen (NGOs) die IHRA-Definition.
Die USA unter Präsident Barack Obama hatten im Juni 2010 eine Antisemitismusdefinition vorgestellt, die wörtlich an die EUMC-Definition angelehnt war und sie mit dem seit 2004 bekannten 3-D-Test für Antisemitismus verschmolz. Mit ihrem Beitritt zur IHRA 2016 übernahm die US-Regierung deren Arbeitsdefinition offiziell. Im Dezember 2019 erließ US-Präsident Donald Trump eine Executive Order, wonach alle Bundesbehörden der USA bei Diskriminierungsklagen zu Antisemitismus nach dem Civil Rights Act of 1964 die IHRA-Definition heranziehen sollen. Anfang Februar 2021 erklärte der neue US-Präsident Joe Biden, seine Regierung werde die IHRA-Definition zur Grundlage ihrer Arbeit machen und dafür werben, dass sie überall angewandt wird. Im Juni 2021 bekräftigte das U.S. State Department nach Kritik, man werde an der IHRA-Arbeitsdefinition festhalten.
Im Oktober 2020 nahm Albanien als erstes mehrheitlich muslimisches Land die IHRA-Arbeitsdefinition an, so auch das Global Imams Council (GIC). Ihm gehören nach Eigenangaben mehr aus 1000 muslimische Geistliche aus aller Welt an. Sein Präsident Imam al-Budair versicherte, anders als islamistische Extremisten sei das GIC „entschlossen, die Brücken des Friedens zwischen dem Islam und allen Religionen zu stärken.“ Im Januar 2021 beschloss die britische Premier League, die IHRA-Definition umzusetzen. Fast alle zugehörigen Fußballvereine schlossen sich der Initiative an.

### Kontroversen
Die IHRA-Arbeitsdefinition wurde jahrelang von Antisemitismusforschern erarbeitet und von demokratisch gewählten Parlamenten und Regierungen angenommen. Kritik daran bezieht sich laut der Kulturwissenschaftlerin Aleida Assmann vor allem auf zwei Fragen: welche Kritik an Israels Regierungen legitim sei und ob Antisemitismus grundsätzlich getrennt von Rassismus oder beide als Formen gruppenbezogener Menschenfeindlichkeit zu betrachten seien.
Gemäß der IHRA-Arbeitsdefinition stufen Antisemitismusforscher und Politikwissenschaftler die internationale Kampagne Boycott, Divestment and Sanctions (BDS) meist als antisemitisch ein, zum einen wegen der gegen Israels Existenzrecht gerichteten BDS-Ziele, zum anderen, weil BDS-Anhänger Israels Palästinenserpolitik oft mit Nazismus und Rassismus gleichsetzen, Israel selektiv und maßlos Menschenrechtsverstöße vorwerfen, jüdisches Selbstbestimmungsrecht bestreiten und jüdische Individuen angreifen. Dagegen lehnen BDS-Unterstützergruppen die IHRA-Definition und ihre Anwendung auf BDS als Angriff auf ihre Meinungsfreiheit ab, so die britische University and College Union (UCU). Verbände britischer Juden kritisierten deren BDS-Beschluss von 2011 als „finale Beleidigung“ jüdischer UCU-Mitglieder und als zynischen Versuch, Antisemitismus einfach so umzudefinieren, dass die eigenen tief verwurzelten Ressentiments damit nichts mehr zu tun hätten.
In mehreren westlichen Staaten stellten sich Intellektuelle und Wissenschaftler als Einzelne oder in Gruppen öffentlich gegen parlamentarische und staatliche Beschlüsse zur Annahme der IHRA-Definition:
- Im September 2019 in Deutschland veröffentlichte der Antisemitismusforscher Peter Ullrich ein Gutachten für die Rosa-Luxemburg-Stiftung, das die IHRA-Definition als „inkonsistent, widersprüchlich und ausgesprochen vage formuliert“ kritisierte. In ihr fehlten ideologische und organisationssoziologische Aspekte des Antisemitismus. Viele ihrer Beispiele seien mehrdeutig und nur mitsamt Kontextinformationen anwendbar. Sie sorge daher nur für prozedurale Legitimität verschiedener, letztlich willkürlicher Anwendungen.[28]
- Am 2. Dezember 2019 in Frankreich erklärten 127 jüdische und israelische Intellektuelle: Die „unklare und ungenaue“ IHRA-Definition bringe „bewusst Kritik und Opposition gegen die politischen Maßnahmen des Staates Israel mit Antisemitismus in Verbindung“ und führe selber eine „ungerechtfertigte Doppelmoral zugunsten Israels und gegen die Palästinenser“ ein.[29]
- Am 11. Januar 2021 in Großbritannien forderten rund 180 Hochschullehrer die britischen Universitäten und Studenten auf, die „inhärent falsche“, „vage“ und „inhaltsarme“ Definition abzulehnen oder zurückzunehmen.[30] Zuvor hatte der britische Historiker David Feldman die IHRA-Definition als ungeeignet kritisiert, jüdische Studenten und Lehrende an britischen Universitäten zu schützen. Sie lasse offen, ob etwa Boykottaufrufe gegen Israel inhärent antisemitisch seien.[31]
- Ab 27. Februar 2020 in Kanada unterzeichneten mehr als 600 Hochschullehrer eine Petition gegen die IHRA-Definition.[32]
- Am 8. April 2021 folgten in Kanada rund 150 jüdische Hochschullehrer mit einem ähnlichen Appell.[33]
- Ab Dezember 2019 in den USA verstärkte Donald Trumps BDS-Dekret Befürchtungen, die IHRA-Definition werde zum Unterdrücken freier Meinungen über Israel an Hochschulen der USA führen.[19] So erklärte Kenneth S. Stern, Antisemitismusexperte des American Jewish Committee (AJC) und Mitautor der IHRA-Definition: Sie sei nie für justiziablen Gebrauch gedacht gewesen. Politisch rechtsgerichtete jüdische Gruppen verwendeten sie als Waffe gegen die Meinungsfreiheit.[34]
- Am 12. Januar 2021 lehnten linksgerichtete jüdische Organisationen in den USA die rechtliche Kodifizierung der IHRA-Definition ab.[35]
- Am 26. März 2021 kritisierten die Politikwissenschaftler Neve Gordon (Queen Mary University of London) und Mark LeVine (University of California, Irvine) die „verwirrende und irreführende“ IHRA-Definition als „Werkzeug der Wahl für so genannte pro-israelische Organisationen“.[36]
- Am 29. März 2021 erschien die von rund 200 internationalen Wissenschaftlern unterzeichnete Jerusalemer Erklärung zum Antisemitismus (englisch abgekürzt JDA) mit dem Anspruch, die IHRA-Definition zu präzisieren und ihr eine kohärente und politisch neutrale Definition zur Seite zu stellen. Dazu unterscheidet sie Antizionismus kategorisch von Antisemitismus. Folglich beurteilt die 14. ihrer 15 Richtlinien Staatsboykotte als „gängige, gewaltfreie Formen des Protestes“ und die BDS-Kampagne gegen Israel als „nicht per se antisemitisch“. Antisemitismus wird als Sonderform von Rassismus aufgefasst, so dass er nur mit letzterem zusammen bekämpft werden könne.[37]
- Aleida Assmann kritisierte 2020 vor allem den Satz der IHRA-Definition, auch der als jüdisches Kollektiv verstandene Staat Israel könne Ziel antisemitischer Angriffe sein. Dieser Satz unterscheide nicht zwischen einer Leugnung des Existenzrechts Israels und einer Kritik an dessen Besetzungspolitik. Das habe ein „Klima des Verdachts, der Verunsicherung und Denunziation“ gegen nichtantisemitische BDS-Befürworter erzeugt und behindere die globale Solidarität im Kampf gegen Judenhass.[38] Die sieben Beispiele der IHRA für aktuellen, auf Israel bezogenen Antisemitismus würden „ausgenutzt, um Personen und Gruppen, die Israel oder dem Zionismus kritisch gegenüberstehen, als antisemitisch zu delegitimieren“. Assmann verfasste darum die Jerusalemer Erklärung mit.[39]
- Im Mai 2024 erschien in den USA eine Erklärung der Organisationen Americans for Peace Now, Academics4Peace und Diaspora Alliance, die die IHRA-Definition kritisiert und deren gesetzliche Kodifizierung ablehnt. Mehr als 1200 jüdische Professoren US-amerikanischer Universitäten unterzeichneten die Erklärung bis Mitte Mai 2024.[40]

Auf solche Publikationen reagierten andere Hochschullehrer mit Gegenerklärungen:
- 2019 wies die Historikerin Juliane Wetzel (Zentrum für Antisemitismusforschung in Berlin) Peter Ullrichs Gutachten zurück. Die IHRA-Definition sei ein Arbeitsmittel zum Erkennen antisemitischer Vorfälle, keine rechtsverbindliche Vorgabe für die Mitgliedsstaaten. Eben darum seien die Präambel vage, die Beispiele „alltagstauglich“ formuliert worden. Weder die Autoren noch die IHRA hätten eine Definition für wissenschaftliche Zwecke beabsichtigt. Die Beispiele sollten nie als umfassend verstanden werden. Der Satz zu legitimer Kritik an Israels Politik zeige, dass deren Grenze zu antisemitischen Inhalten immer neu bestimmt werden müsse. Der Zusatz, dass Israel als jüdisches Kollektiv Ziel antisemitischer Stereotype sein „kann“, zeige, dass der Kontext entscheide, ob Aussagen israelkritisch oder antisemitisch zu bewerten sind. Kritik komme oft von praxisfernen Akademikern und von Politikern, die die Grenzen legitimer Israelkritik stark zum israelbezogenen Antisemitismus verschieben wollten. Indem Ullrich der Definition Unwissenschaftlichkeit vorwerfe, ignoriere er ihren Praxisbezug und die politischen Interessen der Kritiker, um auch mindestens als diskriminierend verständliche Aussagen als freie Meinung zuzulassen. Er biete keine bessere Definition von israelbezogenem Antisemitismus und belege auch nicht, dass die IHRA-Definition politisch zur Einschränkung der Meinungsfreiheit dienen könne. Sein Gutachten stoße somit keine sinnvolle Debatte an.[41]
- Im März 2019 traten die britischen Wissenschaftler Bernard Harrison und Lesley Klaff Kritikern entgegen, die den Eingangssatz der IHRA-Definition als Rechtsnorm missverstünden und folglich keins ihrer Beispiele als antisemitisch beurteilten, solange kein absichtlicher, pauschaler Judenhass darin bewiesen werde. Da dies praktisch kaum möglich sei, sei die Definition für sie rechtlich nutzlos und stigmatisiere nur bestimmte Formen von „Israelkritik“. Jedoch reduzierten diese Kritiker Antisemitismus auf einen bloßen Gefühlszustand. Dabei trete er auch als Scheintheorie zur Erklärung politischer Zustände auf, die Antisemiten Juden anlasten, indem sie diese als einiges, nach Bösem strebendes Volk, heimliche Weltherrscher und Drahtzieher darstellen. Dieser verschwörungsideologische Antisemitismus richte sich seit der Shoa vor allem gegen den Staat Israel und schreibe ihm stereotyp schlimmste Verbrechen zu, um ihn als „Pariastaat“ auszugrenzen und zu delegitimieren. Diese Art irrealen Vorwürfe seien keine ernsthaften Debattenbeiträge, sondern schiere Verleumdung. Derartige Hassrede hätten britische Gesetze wie der Malicious Communications Act von 1988 und der Communications Act von 2003 schon von der Rede- und Meinungsfreiheit ausgeschlossen, auch im Internet. Die IHRA-Definition stimme mit der bestehenden Gesetzeslage überein und stelle nur klar, welche Aktivitäten als antisemitisch anzusehen seien und warum, ohne alle Arten von Antisemitismus abzudecken.[42]
- Im Januar 2021 schrieben Andrew Baker (AJC New York), Deidre Berger (AJC Berlin) und Michael Whine (Community Security Trust) in einem offenen Brief: Die IHRA-Definition sei in einem jahrelangen kollaborativen Prozess von vielen Experten erstellt worden. Kenneth Stern habe Vorentwürfe weitergeleitet und die Kommunikation der Autoren bis zu ihrem Konsensentwurf koordiniert. Bis Januar 2005 hätten sie selbst zusammen mit den OSZE- und EUMC-Spezialisten die Endfassung erstellt und dabei die wichtigen Sätze zur legitimen Israelkritik und Kontextabhängigkeit ergänzt. Antizionisten benutzten Sterns Angaben zum Diskreditieren der IHRA-Definition. Alle Mitautoren hielten diese jedoch für wesentlich zur wirksamen Bekämpfung des Antisemitismus und seien darin einig, diesen möglichst allgemein zu definieren und klare Beispiele für altbekannte und aktuelle Formen davon zu liefern. Die Beispiele sollten Regierungen, Polizei, Strafverfolgern, Richtern, jüdischen Gemeinden und anderen zivilgesellschaftlichen Gruppen das Erkennen antisemitischer Vorfälle erleichtern, nicht Sprache in Stein gemeißelt kodifizieren. In den folgenden 15 Jahren habe sich die praktische Eignung der Definition als Unterrichts- und Aufklärungsmittel international erwiesen.[43]
- Ab April 2021 kritisierten einige deutsche Antisemitismusforscher die JDA als Rückfall hinter den Forschungsstand und politisch motivierten Versuch, antisemitische Formen von Israelkritik zu normalisieren.[44]
- Im August 2021 veröffentlichte das 2014 in den USA gegründete Institute for the Study of Global Antisemitism and Policy (ISGAP) einen offenen Brief zur Unterstützung der IHRA-Definition. Diese habe sich seit 16 Jahren bewährt als Mittel, den aktuell vorherrschenden Typus des Antisemitismus zu identifizieren, nämlich den Antizionismus. Antizionisten ignorierten stets, dass die IHRA-Definition gewöhnliche Israelkritik wie Kritik an jedem anderen Staat ausdrücklich erlaubt. Die unzutreffende Behauptung, die Definition schränke die Meinungsfreiheit ein, spiegele den Wunsch, den Staat Israel ungehemmt dämonisieren, delegitimieren und moralisch als solchen ablehnen zu können. Mit dem Bezug auf Jerusalem gebe sich die JDA als unangreifbar und „kosher“ aus. Seither hätten 400 Wissenschaftler den Vorwurf übernommen, Israel sei ein „Apartheidsstaat“, der angeblich Verbrechen gegen die Menschlichkeit begehe. Die Phrase „in und aus sich selbst“ in der JDA diene dazu, Boykottaufrufe gegen Israel aus ihrem Kontext zu lösen und als nicht antisemitisch darzustellen. Die Kritik übersehe, dass die IHRA-Definition aus der Holocaust-Erinnerung stamme und damit aus der Verpflichtung, sich für die Menschenwürde einzusetzen und unendliche Verantwortung für andere Menschen zu übernehmen. Dieses Zeugnis wurzle in den Jahrtausende alten Lehren des jüdischen Volkes. Exakt diese Tradition des Judentums hätten die Nazis zu vernichten versucht; ebenso versuchten Antisemiten einschließlich Antizionisten sie auszulöschen. Die IHRA-Definition sei somit ein unaufgebbares, wertvolles Mittel im globalen Kampf gegen den Antisemitismus.[45] Bis November 2021 unterzeichneten mehr als 400 intern ationale Hochschullehrer diesen Brief.[46]

### Deutschland
Am 20. September 2017 nahm das Bundeskabinett die Arbeitsdefinition der IHRA „in einer erweiterten Form zur Kenntnis“. Die Bundesregierung zählte dabei den ersten Satz des Beispielteils, der sich auf Israel bezieht, noch mit zur Definition, erweiterte diese also von zwei auf drei Sätze:

„Antisemitismus ist eine bestimmte Wahrnehmung von Juden, die sich als Hass gegenüber Juden ausdrücken kann. Der Antisemitismus richtet sich in Wort oder Tat gegen jüdische oder nichtjüdische Einzelpersonen und/oder deren Eigentum sowie gegen jüdische Gemeindeinstitutionen oder religiöse Einrichtungen. Darüber hinaus kann auch der Staat Israel, der dabei als jüdisches Kollektiv verstanden wird, Ziel solcher Angriffe sein.“

Die Bundesregierung empfahl, diese Arbeitsdefinition besonders in der Schul- und Erwachsenenbildung sowie bei der Ausbildung in den Bereichen Justiz und Exekutive zu berücksichtigen. Der Kabinettbeschluss erfülle das Anliegen des „Unabhängigen Expertenkreises Antisemitismus“, der Antisemitismusbekämpfung auf Bundesebene mehr Bedeutung und Sichtbarkeit zu geben.
Der Rechtswissenschaftler Lothar Zechlin sieht die deutsche Variante der IHRA-Definition als verfälschende „Begriffspolitik“, weil die Bundesregierung mit einer „an Manipulation grenzenden Vorgehensweise“ verschweige, „dass sie selbst die Erweiterung eigenmächtig vorgenommen“ habe.
Am 17. Mai 2019 beschloss eine parteiübergreifende Mehrheit des Bundestages die Resolution Der BDS-Bewegung entschlossen entgegentreten – Antisemitismus bekämpfen. Mit Berufung auf die erweiterte IHRA-Definition stellte die Resolution fest: „Die Argumentationsmuster und Methoden der BDS-Bewegung sind antisemitisch.“
Im November 2019 machte sich die Hochschulrektorenkonferenz die IHRA-Definition in der Fassung der Bundesregierung zu eigen. Auch einige Vereine der Fußball-Bundesliga haben die Arbeitsdefinition der IHRA angenommen. Im Februar 2021 wollte die DFL Deutsche Fußball Liga nachziehen.
Auf der Basis der IHRA-Antisemitismusdefinition erstellten das Landesjustizministerium Niedersachsen, die Recherche- und Informationsstelle Antisemitismus (RIAS) in Niedersachsen und weitere NGOs bis Dezember 2021 einen „Leitfaden zum Erkennen antisemitischer Straftaten“.
Im Dezember 2023 kündigte der Berliner Kultursenator Joe Chialo an, die Vergabe von Fördermitteln künftig an ein Bekenntnis gegen Antisemitismus zu knüpfen. Die entsprechende Klausel griff die Definition der IHRA auf und wurde von Künstlern, Kulturverbänden und Rechtswissenschaftlern kritisiert. Unter anderem wurde Chialo vorgeworfen, er betreibe „Gesinnungszensur“. Am 22. Januar 2024 setzte Chialo die Klausel außer Gebrauch, da sie nicht rechtssicher sei.